# Żołnierz nieznany
Żołnierz nieznany (fin. Tuntematon sotilas) – powieść wojenna Väinö Linny z 1954, najważniejsza książka w jego dorobku. Opowiada o wojnie między Finlandią a Związkiem Radzieckim z punktu widzenia zwykłego żołnierza fińskiego. Przetłumaczona na język polski w tłumaczeniu Cecylii Lewandowskiej. Sfilmowana trzykrotnie, w 1955, 1985 i w 2017 roku.
.
Powieść, pisana częściowo językiem literackim, a częściowo dialektami fińskimi, w realistyczny sposób opowiada o wojnie fińsko-sowieckiej. Częściowo burzy mit szlachetnego, posłusznego żołnierza fińskiego i jest polemiką z utworem Fänrik Ståls sägner (Opowieści chorążego Ståla) Johana Runeberga, portretującym fińskiego żołnierza jako walecznego patriotę pozbawionego intelektu. Opowieść jest częściowo oparta na autobiograficznych wspomnieniach Linny z czasów wojny.